# Medical Lake
Medical Lake – miasto w Stanach Zjednoczonych, w stanie Waszyngton, w hrabstwie Spokane.